# Saint-Aubin-de-Lanquais
Saint-Aubin-de-Lanquais is een gemeente in het Franse departement Dordogne (regio Nouvelle-Aquitaine) en telt 256 inwoners (1999). De plaats maakt deel uit van het arrondissement Bergerac.

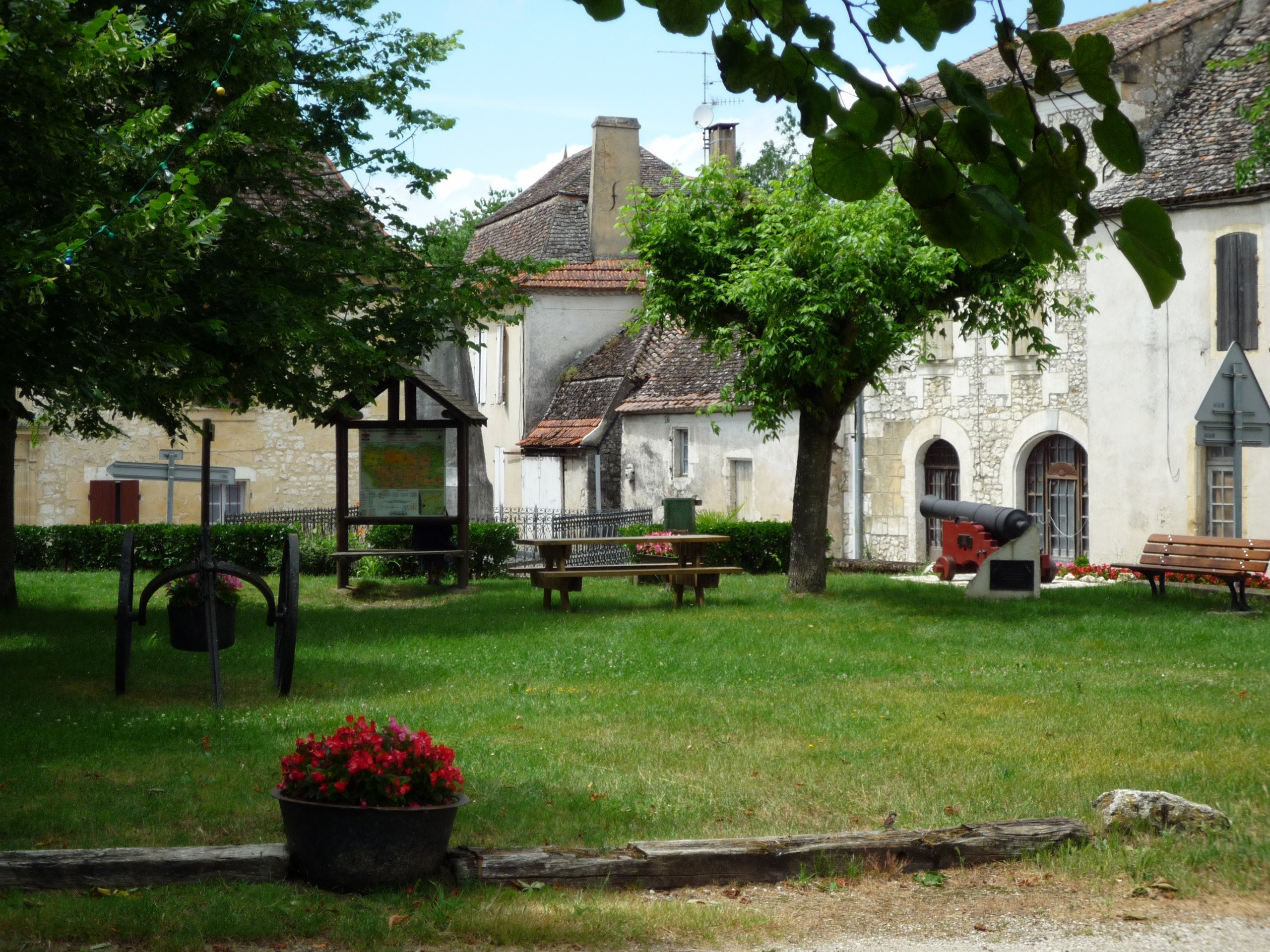

## Geografie
De oppervlakte van Saint-Aubin-de-Lanquais bedraagt 9,3 km², de bevolkingsdichtheid is 27,5 inwoners per km².
De onderstaande kaart toont de ligging van Saint-Aubin-de-Lanquais met de belangrijkste infrastructuur en aangrenzende gemeenten.

## Demografie
Onderstaande figuur toont het verloop van het inwonertal (bron: INSEE-tellingen).